# Целестин V
Целестин V (лат. Celestinus PP. V), в миру — Пьетро Анджелари дель Морроне (итал. Pietro da Morrone); 1215, Сант-Анджело-Лимозано, Молизе — 19 мая 1296, Фумоне, Лацио) — папа римский с 5 июля по 13 декабря 1294 года. Первый из всего трёх понтификов в истории католической церкви (не считая антипап), отрёкшихся от престола; в XV веке известно отречение Григория XII, в XXI веке — Бенедикта XVI.
Запомнился как благочестивый монах-отшельник, основавший орден целестинцев как ответвление ордена бенедиктинцев. Был избран папой на последних внеконклавных папских выборах Католической церкви, положивших конец двухлетнему тупику. Среди немногих его указов, оставшихся в силе, — подтверждение права папы на отставку; почти все остальные его акты были аннулированы его преемником Бонифацием VIII. 13 декабря 1294 года, через неделю после издания указа, Целестин подал в отставку, заявив о своем желании вернуться к своей скромной допапской жизни. Впоследствии он был заключён Бонифацием, чтобы предотвратить его возможное провозглашение антипапой. 
Целестин был канонизирован 5 мая 1313 года папой Климентом V. Ни один из последующих пап не принимал имени Целестин.

## Ранние годы
Пьетро был сыном крестьянина Анджело Анжеллерио из Изернии и его жены Марии-Леоне. После смерти отца, когда Пьетро было пять или шесть лет, он работал на полях. Ключевой фигурой в духовном развитии Пьетро была мать: она представляла себе иное будущее для любимого сына, чем земледелие или скотоводство. Она продала часть семейного имущества, чтобы нанять ему учителя, что вызвало негодование со стороны его братьев. 
С детских лет Пьетро проявлял большой ум и доброту к другим. В 12 лет он вступил в орден бенедиктинцев в Файфоли, епархия Беневенто. Вскоре он решил провести жизнь отшельником, для чего удалился на гору Мурроне в Абруцци. К нему присоединились единомышленники и организовали орден отшельников святого Дамиана, или мурронитов. Пять лет спустя (в 1244 году, после краткого визита в Рим для своего рукоположения) он оставил это пристанище и поселился с двумя товарищами на горе Маелла в Абруцци, где жил так строго, как это было возможно, по примеру Иоанна Крестителя.

## Основание целестинцев
Уже после смерти Целестина V члены этого ордена стали известны как целестинцы, по имени основателя. Пьетро дал им правила, сформулированные в соответствии с его собственной практикой. В 1264 году новое сообщество было одобрено Урбаном IV. Узнав, что папа Григорий X собирается запретить все новые религиозные сообщества, кроме уже существовавших, Пьетро отправился к нему в Лион. Там в 1274 году ему удалось убедить папу утвердить его правила. Григорий взял его под папскую охрану. Больше ничего и не было нужно, чтобы обеспечить быстрое распространение нового сообщества, и целестинцы к концу жизни своего основателя основали тридцать шесть монастырей.
После укрепления своего сообщества Пьетро передал управление им своему приверженцу Роберту и удалился в очередной раз в горы. В 1293 году он основал монастырь в Маелла, но вскоре из-за сурового климата перевел его в Сульмону, где и ныне расположена штаб-квартира сообщества.

## Избрание
Кардиналы собрались в Перудже после смерти папы Николая IV в апреле 1292 года. Более двух лет им не удавалось достичь компромисса. Пьетро, хорошо известный кардиналам как отшельник-бенедиктинец, послал кардиналам письмо, предупреждая их, что божественное возмездие падёт на них, если они не изберут папу как можно скорее. Декан Коллегии кардиналов Малабранка воскликнул: «Во имя Отца, Сына и Святого Духа я выбираю брата Пьетро ди Морроне». Кардиналы быстро одобрили неожиданное предложение. Пьетро упрямо отказывался принять папство и даже, как говорит Петрарка, пытался бежать, пока его окончательно не убедила депутация кардиналов в сопровождении короля Неаполя и претендента на престол Венгрии (Карл Мартелл Анжуйский). Пьетро был избран 5 июля 1294 года в возрасте 79 лет и был коронован в Санта-Мария-ди-Коллемаджо в городе Аквила в Абруцци 29 августа, приняв имя Целестина V.

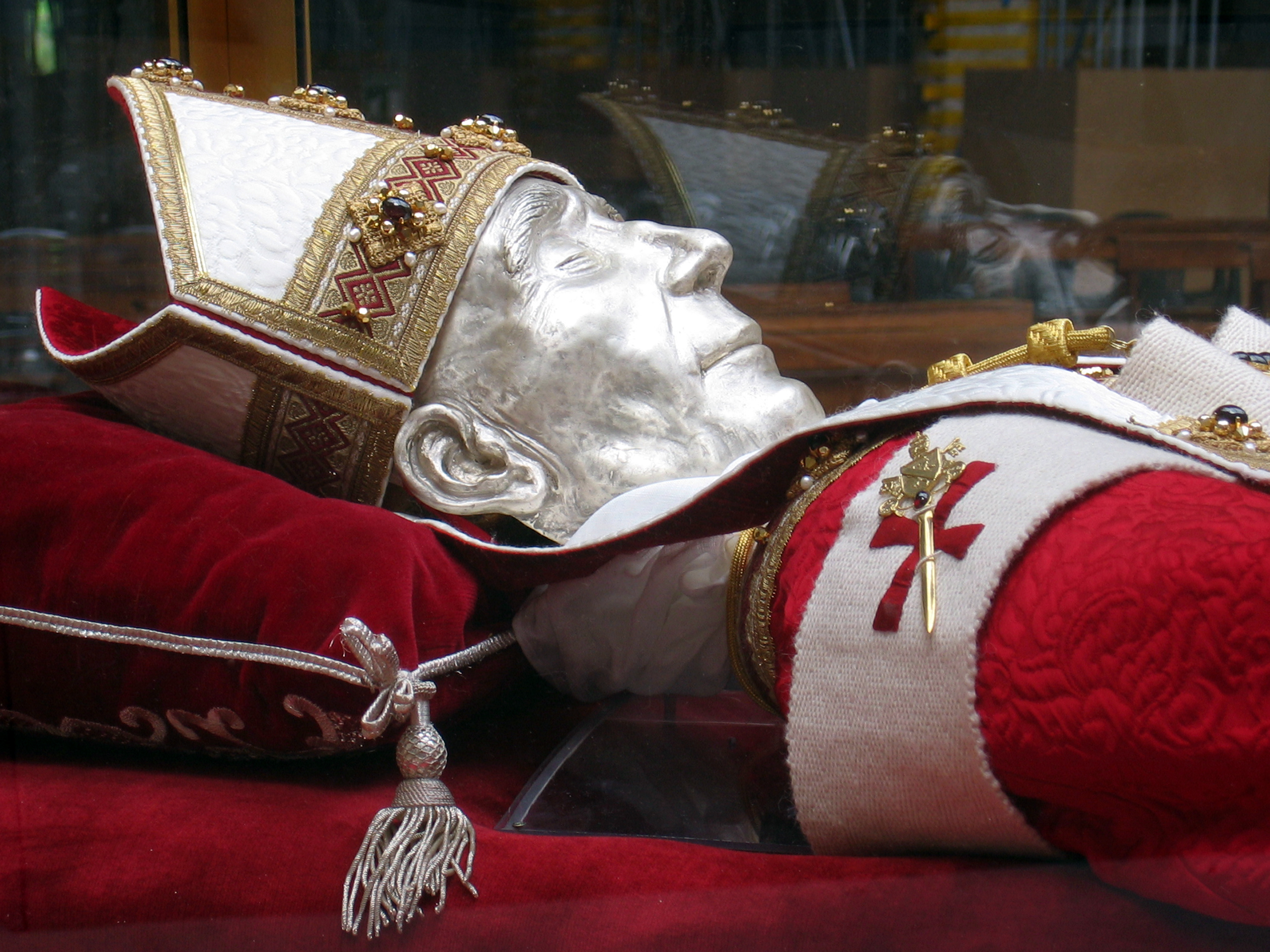
Гробница Целестина V

## Папство
Вскоре после вступления в должность Целестин издал папскую буллу о предоставлении индульгенции всем паломникам, посещающим Санта-Мария-ди-Коллемаджо в годовщину его папской коронации. День коронации — «Perdonanza Celestiniana» — отмечается в Аквиле 28—29 августа каждого года.

Ввиду отсутствия политического опыта Целестин оказался особенно слабым и некомпетентным папой. Он учредил свою резиденцию в Неаполитанском королевстве, вне связей с римской курией и под полным контролем короля Карла II. Он назначал фаворитов короля на церковные должности. Одним из них был Людовик Тулузский. Он возобновил указ папы Григория X, который утверждал строгие правила проведения папских конклавов. Указ, которым он назначил трех кардиналов управлять церковью во время адвента, был отклонён. 

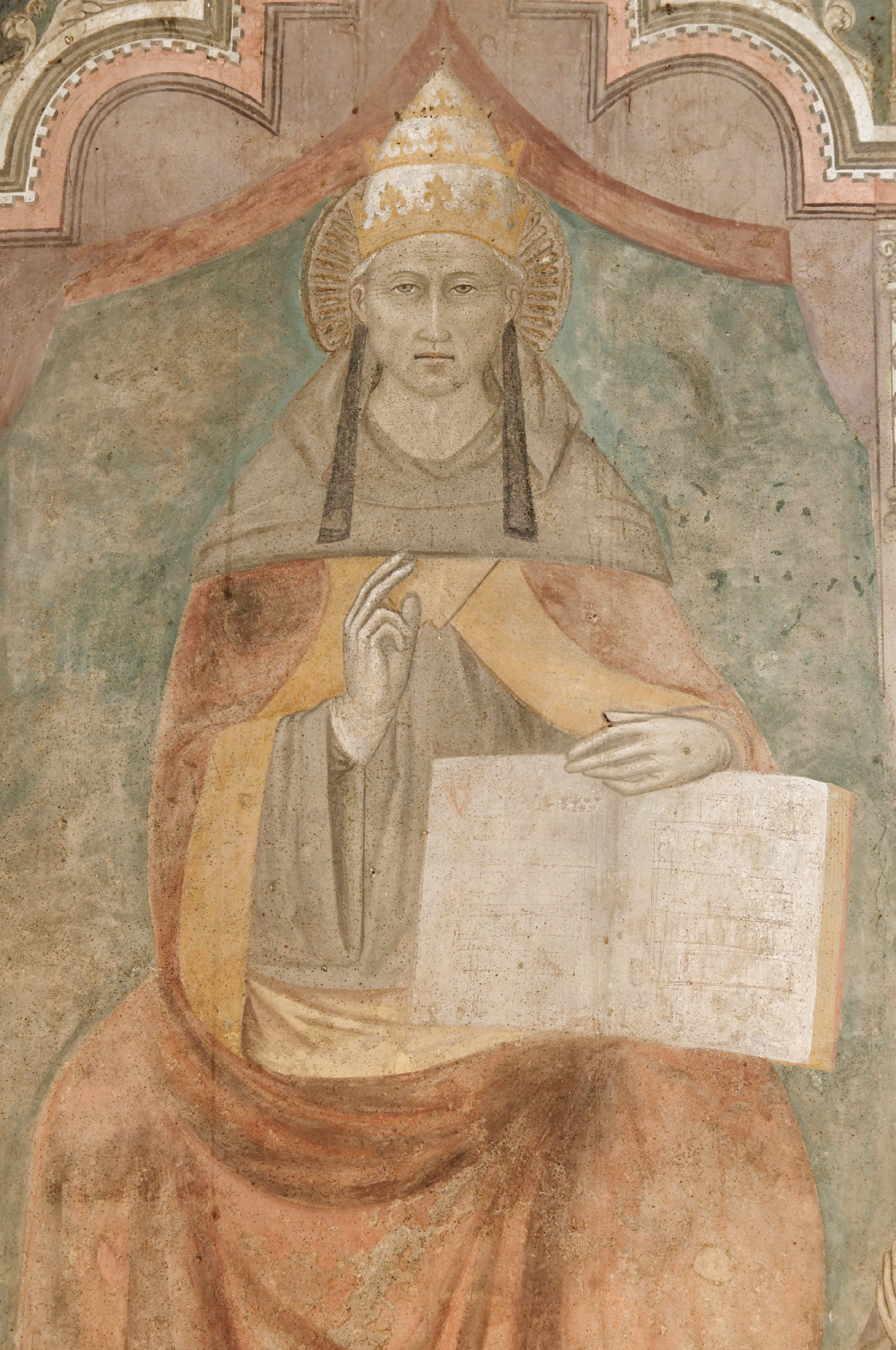
Целестин V, Кастель-Нуово

Понимая отсутствие у себя реальной власти и личную несовместимость с папскими обязанностями, Целестин консультировался с кардиналом Бенедетто Каэтани (будущим папой Бонифацием VIII) о возможности отставки. В результате 13 декабря 1294 года, после пяти месяцев и восьми дней в качестве папы, Целестин подписал акт об отставке, составленный кардиналом Каэтани. В официальном документе об отречении он указал в качестве причин, побудивших его к этому шагу: «Желание смирения, более чистой жизни, безупречной совести, недостаток собственной физической силы, своё невежество, извращённость народа, тоска по спокойствию своей прежней жизни». Коллегия кардиналов безоговорочно приняла отставку папы. Целестин рассчитывал покинуть Неаполь и вернуться к жизни отшельника.
Следующим папой, добровольно подавшим в отставку, стал Григорий XII в 1415 году. Последним, в 2013 году, отрёкся от престола Святого Петра Бенедикт XVI.

## Заключение, смерть и канонизация
Однако Пьетро Анжеллерио было не суждено снова стать отшельником. Были те, кто выступал против его отставки, и новый папа Бонифаций VIII беспокоился, что кто-нибудь может сделать Пьетро антипапой. Чтобы предотвратить это, он приказал Пьетро сопровождать его в Рим. Пьетро бежал и скрылся в лесу, чтобы вернуться к монашеской жизни. Это оказалось невозможным, и Пьетро был схвачен после попытки бежать в Далмацию — буря заставила корабль, на котором он находился, вернуться в порт. Бонифаций посадил его в тюрьму в замке Фумоне в Кампаньи, где Пьетро и умер 19 мая 1296 года, после 10 месяцев заключения, в возрасте 81 года. Его сторонники распространили слух, что он был убит по приказу Бонифация, но исторических свидетельств тому нет. Пьетро был похоронен в Ферентино, но впоследствии его тело было помещено в базилику Санта-Мария-ди-Коллемаджо в Аквиле.

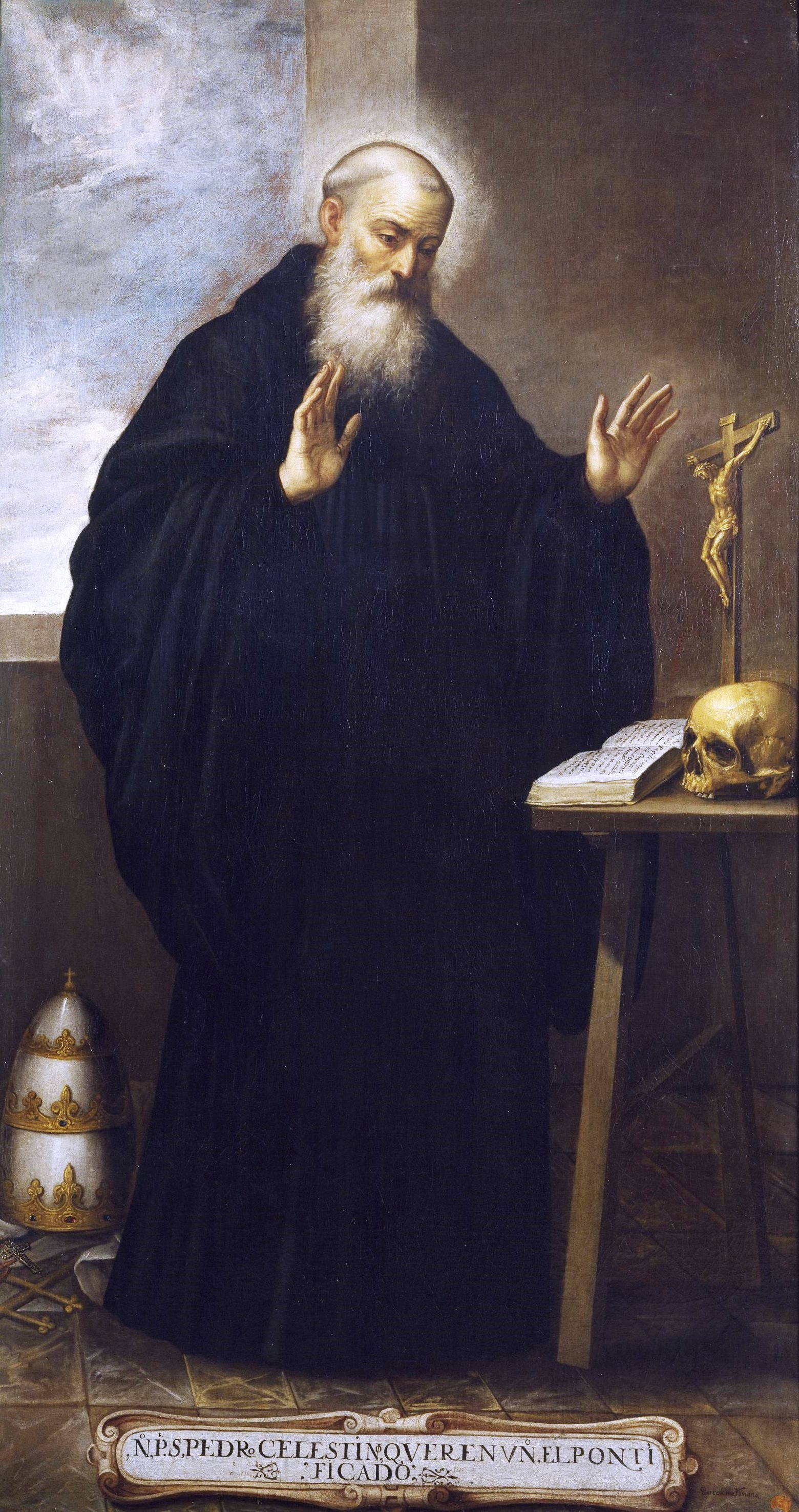
Портрет работы Бартоломе Романа

5 мая 1313 года Целестин V был канонизирован папой Климентом V под влиянием короля Франции Филиппа IV Красивого (поддерживавшего его как папу и резко выступавшего против Бонифация) и со всеобщего одобрения.
Останки Целестина пережили землетрясение в Л'Акуиле в 2009 году и были вскоре посещены папой Бенедиктом XVI. В ознаменование 800-летия со дня рождения святого он провозгласил год Целестина с 28 августа 2009 года по 29 августа 2010 года. 